# Pete Duel
Pete Duel (24 de febrero de 1940 - 31 de diciembre de 1971) fue un actor estadounidense, conocido principalmente por su trabajo en la serie televisiva Alias Smith and Jones. Duel es a veces confundido con su hermano menor, Geoffrey Deuel (que trabajó en Chisum con John Wayne), a causa del asombroso parecido que guardan ambos.

## Inicios
Su verdadero nombre era Peter Ellstrom Deuel, y nació en Rochester (Nueva York), criándose en la cercana Penfield. Estudió en la Universidad St. Lawrence de Canton, Nueva York, donde se especializó en Inglés. Aun así, en los dos años que permaneció en el centro, prefería actuar en el departamento de arte dramático a dedicarse al estudio de sus clases. Cuando su padre fue a verle en La rosa tatuada, se dio cuenta de que su hijo perdía el tiempo y el dinero en la universidad, por lo que le dijo que se dedicara a la interpretación.
Trasladado a Nueva York, Duel hizo un papel en una producción en gira de la comedia Take Her, She's Mine. A fin de poder encontrar trabajo en el cine, Duel y su madre atravesaron el país en coche y llegaron a Hollywood en 1963, llevando únicamente una tienda para poder pasar las noches.

## Carrera
En Hollywood encontró trabajo en la televisión, haciendo pequeños papeles en comedias como Gomer Pyle, USMC y en dramas tales como el de la ABC Channing, con Jason Evers, así como Combat!, con Rick Jason y Vic Morrow. En 1965 fue escogido para actuar en la serie de comedia Gidget, en la cual Duel era John Cooper, el cuñado de Gidget, interviniendo en el show en 22 de los 32 episodios totales. Gidget se canceló en 1966 tras una temporada, pero Duel encontró rápidamente trabajo como Dave Willis, un aprendiz de arquitecto en una comedia romántica titulada Love on a Rooftop. Aunque el programa tuvo una buena audiencia, la ABC decidió no hacer una segunda temporada. 
Duel quería pasar de las sitcoms a producciones con papeles más serios. Así, actuó en The Psychiatrist, The Bold Ones, Ironside, y Marcus Welby, M.D.. 
En esa época también trabajó en el cine, empezando en 1968 con el importante papel de copiloto y mejor amigo de Rod Taylor en The Hell with Heroes. Al año siguiente intervino en Generation y, tras esa película, viajó a España para rodar Cannon for Cordoba (1970), un western en el cual interpretaba al pícaro soldado Andy Rice. 
En 1970 Duel fue elegido para encarnar al forajido Hannibal Heyes, alias Joshua Smith, en Alias Smith and Jones, una serie western de carácter desenfadado sobre dos forajidos en busca de una amnistía, show en el cual trabajaba junto a Ben Murphy. Además, en el período entre la primera y la segunda temporada de dicha serie, trabajó en la adaptación televisiva de la obra de Percy MacKaye de 1908 The Scarecrow.

## Vida personal
Duel entró en política durante las elecciones primarias para la campaña presidencial de 1968, trabajando a favor de la candidatura de Eugene McCarthy, opuesto a la Guerra de Vietnam. Además, Duel asistió a la Convención Nacional Demócrata de 1968 celebrada en Chicago, siendo testigo de los hechos violentos ocurridos durante su celebración.
Pete Duel falleció en Hollywood, California, en las primeras horas del 31 de diciembre de 1971. Tras haber pasado la noche anterior bebiendo en exceso, Duel aparentemente se suicidó pegándose un tiro. En el momento de la muerte la novia del actor, Dianne Ray, se encontraba en la casa, aunque no en la misma habitación, por lo cual no fue testigo del suceso. En octubre de 1970 Duel era el conductor de un coche que se vio involucrado en un accidente de tráfico en el cual resultó herida otra persona. Como consecuencia de ello estaba encarando problemas de carácter legal, y un astrólogo le había dicho que 1972 iba a ser un año aciago para él. 
Tras su muerte, su papel en Alias Smith and Jones fue tomado por Roger Davis (que previamente había sido el narrador de la serie), pero el cambio de actor fue mal aceptado por la audiencia, con lo cual la serie se canceló en 1973.
Pete Duel fue enterrado en el Cementerio Oakwood de Penfield, Nueva York.

## Filmografía
| Cine       | Cine                                     | Cine                                  | Cine                                               |
| Año        | Film                                     | Papel                                 | Observaciones                                      |
| ---------- | ---------------------------------------- | ------------------------------------- | -------------------------------------------------- |
| 1966       | W.I.A. Wounded in Action                 | Myers                                 |                                                    |
| 1968       | The Hell with Heroes                     | Mike Brewer                           |                                                    |
| 1969       | Generation                               | Walter Owen                           | Otros títulos: A Time for Caring A Time for Giving |
| 1970       | Cannon for Cordoba                       | Andy Rice                             | Otro título: Dragon Master                         |
| Televisión |                                          |                                       |                                                    |
| Año        | Título                                   | Papel                                 | Observaciones                                      |
| 1963       | Channing                                 |                                       | 1 episodio                                         |
| 1964       | Combat!                                  | Szigeti                               | 1 episodio                                         |
| 1964       | Mickey                                   | Crazy Hips McNish                     | 1 episodio                                         |
| 1964–1965  | Gomer Pyle, U.S.M.C.                     | Primer hombre Marine en el baile      | 2 episodios                                        |
| 1964–1965  | Twelve O'Clock High                      | Tte. Benning Tte. Ditchik             | 2 episodios                                        |
| 1965–1966  | Gidget                                   | John Cooper                           | 22 episodios                                       |
| 1965       | Diamond Jim: Skulduggery in Samantha     | Joven salvaje                         | Telefilm                                           |
| 1965       | El fugitivo                              | Buzzy                                 | 1 episodio                                         |
| 1965–1967  | The F.B.I.                               | Wayne Everett Powell Mike James       | 2 episodios                                        |
| 1966–1967  | Love on a Rooftop                        | David Willis                          | 30 episodios                                       |
| 1968       | Ironside                                 | Jonathan Dix                          | 1 episodio                                         |
| 1968–1969  | El virginiano                            | Jim Dewey aka Thomas Baker Denny Todd | 2 episodios                                        |
| 1968–1971  | Audacia es el juego                      | Chernin Ted Sands                     | 2 episodios                                        |
| 1969       | Marcus Welby, M.D.                       | Lew Sawyer                            | Telefilm                                           |
| 1970       | The Young Country                        | Honest John Smith                     | Telefilm                                           |
| 1970       | Insight                                  | Edward                                | 1 episodio                                         |
| 1970       | Matt Lincoln                             | Padre Nicholas Burrell                | 1 episodio                                         |
| 1970       | The Interns                              | Fred Chalmers                         | 1 episodio                                         |
| 1970       | The Young Lawyers                        | Dom Acosta                            | 1 episodio                                         |
| 1970       | The Bold Ones: The Lawyers               | Jerry Purdue                          | 1 episodio                                         |
| 1970       | The Psychiatrist: God Bless the Children | Casey T. Poe                          | Telefilm                                           |
| 1971       | Alias Smith and Jones                    | Hannibal Heyes/Joshua Smith           | Telefilm                                           |
| 1971       | Marcus Welby, M.D.                       | Roger Nastili                         | 1 episodio                                         |
| 1971       | The Psychiatrist                         | Casey Poe                             | 1 episodio                                         |
| 1971       | How to Steal an Airplane                 | Sam Rollins                           | Telefilm                                           |
| 1971–1972  | Alias Smith and Jones                    | Hannibal Heyes/Joshua Smith           | 33 episodios                                       |
| 1972       | The Scarecrow                            | Richard Talbot                        | Telefilm                                           |